# キヨシ小林
キヨシ小林（キヨシこばやし、1955年 - ）は日本のウクレレおよびギター奏者、ウクレレ講師、作曲家、編曲家である。東京都三鷹市出身。

## 概要
高田渡、なぎら健壱などのバックミュージシャンとしてプロ活動を開始。ウクレレ、バンジョー奏者として活動するほか、TVCMやCDの編曲・作詞・作曲を行っている。教則本の執筆のほか、ウクレレ講師としても活動。アマチュアへのウクレレ指導に定評があるほか、様々なジャンルの音楽を、ウクレレ初心者でも比較的容易にソロ演奏できるように編曲した曲集を多数出版しており、「ウクレレの先生」と称されることもある。

## 来歴
- 1955年 - 東京都三鷹市に生まれる。
- 1968年 - クラシック・ギターを習い基礎を学ぶ 。
- 1972年 - 阿佐ヶ谷美術学園卒業。
- 1975年 - 高田渡、なぎら健壱等のバックミュージシャンとしてプロ活動を開始。高田渡&ヒルトップストリングスバンドでフォーライフ・レコードより「バーボンストリート・ブルース」でレコードデビュー。
- 1980年 - この年より武蔵野音楽学院のジャズギター科講師を8年間勤める。
- 1985年 - 「東京ホット倶楽部バンド」に参加。CD発表の他、イギリス、フランス、オーストラリア等の海外演奏活動を中心に活動。
- 1988年 - 日本人として初めてフランスの「ジャンゴ・ラインハルト・フェスティバル」に出場。
- 1992年 - 日本で始めてのパリスミュゼットバンド「ビストロ テンポ」をアコーディオニスト＆ヴォーカリストのパトリック・ヌジェ氏と結成。 雪村いづみリサイタル「ミュゼットを唄う」において共演、東芝EMIよりライヴCD発表。 「 東京ミュゼットシリーズ」を始め9枚のＣＤアルバムをリリースする。
- 1993年 - ディキシーランドジャズバンド「ディキシーモダンボーイズ」を結成。 イベントを中心に活動。
- 1994年 - ウクレレをモチーフにしたバンド「サバビアン カフェ」結成。NHK FM「アコースティックライヴ」出演、CDアルバム「浜辺のキリン」「パイナツプルとチヨコレイト」を発表。
- 1996年 - フジテレビ系ドラマ「おいしい関係」のサウンドトラックCD録音。
- 1998年 - 台東区文化スポーツ財団主催「たいとうネイチャーサウンドフォーラム98」に於いてウクレレ受講生120人の主任講師を勤め、ゴンチチとのコンサートを成功させる。 又、ハワイアン界音楽でも活動していた、山内雄喜よりハワイアンミュージックの手ほどきを受ける。
- 2000年 - ドレミ出版より教則本「楽々エレキギター」「楽々アコースティックギター」「楽々ウクレレ」を、 ヤマハミュージックメディアより「マンガを読んだら弾けちゃったウクレレ」を出版。
- 2001年 - キワヤ商会より教則本「はじめてのウクレレ」を出版。 高田渡のCD「日本に来た外国詩・・・」にギターで参加。
- 2002年 - ジャンゴ・ラインハルトの曲をとりあげたウクレレ・アルバム「It's Only A Paper Moon」、同じくジプシー・スウィングギター・アルバム「セ・マニフィック」をリリース。
- 2005年 - NHKみんなのうた、『レレの青い空』において「ウクレレおじさん」として出演。

## CD
一部のみの参加のものも含む
- 『It's Only A Paper Moon』(Any Old Time、2002年)
- 『ウクレレ ジブリ』(NBCユニバーサル、2003年)
- 『DJANGO SWING』(オーマガトキ、2003年)
- 『デュース・アビアンス』(オーマガトキ、2005年)
- 『ウクレレ・スウィング42 』(オーマガトキ、2005年)
- 『ウクレレ・スウィング42 』(オーマガトキ、2005年)
- 『アロハ・フィール・ウィズ・サマー・クラシックス 』(ポニーキャニオン、2006年)
- 『ウクレレ・スタンダード 』(ポニーキャニオン、2006年)
- 『パシフィック・スウィング 』(オーマガトキ、2006年)
- 『ウクレレ★アダージョ vol.1 』(オーマガトキ、2007年)
- 『ウクレレ★アダージョ vol.2 』(オーマガトキ、2007年)
- 『ウクレレ 北の国から』(NBCユニバーサル、2007年)
- 『ウクレレジブリの森』(NBCユニバーサル、、2008年)
- 『ウクレレキヨシ』(NBCユニバーサル、2009年)
- 『SAMPO』( オーマガトキ、2009年)
- 『Wonderful Life vol.1 オリジナルレコーディング』(NAP TIME MUSIC、2015年)
- 『キヨシさんとぬのさん』(shiosai ZiZO Label、2017年)
- 『ウクレレ少年62 』(コアポート、2018年)

## 著書
- ドレミ楽譜出版社
  - 『初心者のためのウクレレ・コード見方・読み方・活用法』(1996年)
  - 『楽々フォーク・ギター ストリートからプロへ』(2000年)(共著：谷川史郎)
  - 『楽々エレキギター ストリートからプロへ』(2000年)(共著：谷川史郎)
  - 『らくらくウクレレ入門 ストリートからプロへ』(2000年)
  - 『初心者のためのウクレレ・コード自由自在』(2003年)
  - 『ウクレレの達人になれる本 （Start book）』(2003年)
  - 『ひと目でわかるウクレレ・コードの押さえ方』(2003年)
  - 『すぐ弾けるウクレレ・ソロ 模範演奏CD付 ウクレレ名人御用達』(2005年)
  - 『ウクレレジブリ TAB譜付スコア』(2005年)
  - 『DVDウクレレ超入門 ［DVDマスターシリーズ］（DVD）』(2006年)
  - 『ウクレレ・ウルトラマン TAB譜付スコア』(2006年)
  - 『ウクレレジブリ　ウクレレ1本で奏でるジブリ映画名曲集の決定版』(2007年)
  - 『ウクレレ・メソッド 各指のための効果的トレーニング・ブック』(2007年)
  - 『フォームで覚えるウクレレ・コードの押さえ方』(2007年)
  - 『ウクレレ・クラシック やさしく弾けるクラシックソロ名曲集 TAB譜付』(2008年)
  - 『TAB譜付 ウクレレアンサンブルスコア ウクレレジブリの森 [模範演奏CD付] ナウシカからポニョまでウクレレアンサンブルで奏でる』(2009年)
  - 『すぐ弾けるウクレレ・ソロ（2） 模範演奏CD付／TAB譜スコア 世界のトランディショナル音楽編』(2009年)
  - 『すぐ弾けるウクレレ・ソロ 模範演奏CD付 ウクレレ名人御用達』(2011年)
  - 『ウクレレ・ジャズ ウクレレ1本で名曲の演奏が楽しめる極上のスタンダード・ジャズ・セレクション』(2011年)
  - 『ウクレレ・アンサンブル TAB譜付スコア デュオからオーケストラまで、みんなで楽しめる名曲集』(2012年)
  - 『ウクレレ・レッスン 覚えておきたい基本とコツ(Start book)』(2012年)
  - 『ウクレレ・ボサノバ TAB譜付スコア』(2013年)
  - 『ウクレレ・アンサンブル スタジオジブリ作品集』(2013年)(共著：クラフトーン)
  - 『ウクレレ世界のトラディショナル音楽 ウクレレ1本で楽しむ音の世界一周旅行』(2014年)
  - 『ウクレレ・スタンダード・アンサンブル デュオからオーケストラまで、みんなで楽しめる名曲集』(2014年)
  - 『ウクレレ・スウィート・ジャズ TAB譜付スコア』(共著：クラフトーン)(2015年)
  - 『はじめよう!楽しいウクレレ　ウクレレを楽しく学べる初心者のためのウクレレ教則本』(2016年)
  - 『ウクレレ洋楽バラード　ウクレレ1本で奏でる洋楽バラードの決定版』(共著：クラフトーン)(2016年)
  - 『ウクレレ・ジャカソロ・メソッド 華麗なるストラミングのためのトレーニング・ブック』(2018年)
- ヤマハミュージックエンタテインメントホールディングス
  - 『マンガを読んだら弾けちゃった!ウクレレ』(共著：石嶋由美子)(2000年)
  - 『見て覚えるいちばんやさしいウクレレ入門 （ゴー!ゴー!ギターブックス）』(2009年)
- リットーミュージック
  - 『はじめよう!ふたりウクレレ（Ukulele Magazine）』(2009年)
  - 『たのしもう!ふたりウクレレ アンサンブルで奏でるハーモニー (CD付)』(2010年)
  - 『あっという間にどんな曲でもウクレレで伴奏できるようになる本』(2011年)
  - 『かんたんに弾ける！はじめてのウクレレスタンダード曲集 フルカラー教則 （リットーミュージックムック）』(2015年)
  - 『ふたりウクレレ アンサンブルでハーモニーを楽しもう!』(2015年)
- ドリーム・ミュージック・ファクトリー
  - 『ウクレレ・手塚治虫　ウクレレで奏でる手塚治虫作品の名曲集　TAB譜付』(2010年)
  - 『かんたんマスター ウクレレ・ハワイアン教室 模範演奏CD付』(共著：カイマナ佐藤)(2010年)
  - 『ウクレレ・アロハ ウクレレ1本で奏でるハワイアン・ミュージック』(2011年)
  - 『ウクレレ・アロハ ウクレレ1本で名曲の演奏が楽しめる極上のハワイアン・ミュージック・セレクション』(2012年)
  - 『ウクレレ・ポップス ウクレレ1本で名曲の演奏が楽しめる極上のポピュラー・ソング・コレクション』(2013年)
  - 『ウクレレ・アロハ ウクレレ1本で奏でるハワイアン・ミュージック』(2013年)
  - 『ウクレレ・シネマ　模範演奏CD付 ウクレレ1本で奏でる極上の映画音楽』(2013年)
  - 『ソロ・ウクレレ・ビギナーズ名曲集 奏法解説と模範演奏CDでやさしくステップ・アップ　（やさしく弾ける）』(2014年)
  - 『ウクレレ・クリスマス ウクレレ1本で奏でるクリスマス名曲集』(2014年)
  - 『ファイナルファンタジー●ウクレレ・ソロ・コレクションズ』(2014年)
  - 『やさしく弾けるソロ・ウクレレ・ビギナーズ名曲集 奏法解説と模範演奏CDでやさしくステップ・アップ』(2015年)
  - 『ウクレレ・ジャズ ウクレレ1本で名曲の演奏が楽しめる極上のスタンダード・ジャズ・セレクション』(2015年)
  - 『ウクレレ・グループ・サウンズ ソロ・ウクレレで奏でる栄光のヒット・セレクション』(2015年)
  - 『ウクレレ・クリスマス・ベスト』(2016年)
  - 『ウクレレ大人の映画音楽 ソロ・ウクレレで奏でるシネマ・ミュージック』(2016年)
  - 『ウクレレ大人の映画音楽 模範演奏CD付 愛と情熱の名画編』(2017年)
  - 『はじめてのソロ・ウクレレ入門［模範演奏CD付］ これ1冊で全てがわかる!!』(2017年)
  - 『TAB譜付スコア●ウクレレ／大人のポピュラー・ミュージック［模範演奏ダウンロード・カード（エムカード）付］ TAB譜付スコア』(2017年)
  - 『ウクレレ/大人のJ-ポップ~ウクレレ1本で奏でるTAB譜付名曲集 模範演奏CD付』(2018年)